# Bob-Insel
Die Bob-Insel (französisch Île Bob, englisch Bob Island, in Chile Isla Poisson) ist eine 1,5 km lange und bis zu 145 m hohe Felseninsel im Palmer-Archipel vor der Westküste der Antarktischen Halbinsel. Sie liegt 6 km südöstlich des Kap Errera auf der Wiencke-Insel.
Teilnehmer der Belgica-Expedition (1897–1899) des belgischen Polarforschers Adrien de Gerlache de Gomery kartierten und fotografierten die Insel im Jahr 1898 und gaben ihr ursprünglich den Namen Île Famine (französisch für Hungerinsel). Hintergrund dieser Benennung war der Umstand, das eine Mannschaft mit nur wenig Proviant eine Zeit lang auf dieser Insel ausharren musste, bevor sie wieder an Bord genommen werden konnte. Dieser Name ist jedoch nicht mehr in den Expeditionsberichten enthalten. Namensgeber der heute gültigen Benennung ist der Kurzname von Robert Frédéric de Gerlache de Gomery, ein Neffe des Expeditionsleiters. Der Falkland Islands Dependencies Survey landete hier 1955 an und nahm neuerliche Vermessungen vor. Diese ergaben, dass die Insel deutlich kleiner ist als ursprünglich angenommen. Namensgeber der chilenischen Benennung ist Maurice Raoul Poisson Eastman (1926–2006), der 1947 die offizielle Eröffnung der Arturo-Prat-Station auf Greenwich Island vorgenommen hatte.